# Vabre
Vabre település Franciaországban, Tarn megyében. Lakosainak száma 716 fő (2022. január 1.). Vabre Le Bez, Fontrieu, Lacaze, Lacrouzette, Montredon-Labessonnié és Saint-Pierre-de-Trivisy községekkel határos.

## Népesség
A település népessége az elmúlt években az alábbi módon változott:
| Lakosok száma | 803  | 797  | 813  | 774  | 756  | 738  | 731  | 722  | 716  |
|               | 2013 | 2015 | 2016 | 2017 | 2018 | 2019 | 2020 | 2021 | 2022 |